# Landbund (Alemania)
La Liga Agrícola Imperial (en alemán: Reichs-Landbund) o Liga Rural Nacional fue una asociación agraria alemana durante la República de Weimar. Fue liderado por terratenientes con propiedad al este del Elba y se alió con el Partido Nacional del Pueblo Alemán.

## Historia
La Liga Rural Nacional (Reichs-Landbund) fue establecida en 1921 por la fusión de las dos principales organizaciones de agricultores protestantes de derechas, la Liga Agraria Alemana (BDL) y el alemán Landbund, para promover más eficazmente los intereses agrarios para poder prevalecer contra las resurgentes fuerzas del trabajo y grandes empresas. La dirección siguió un curso nacionalista y antidemocrático con el rechazo a la República de Weimar; al mismo tiempo, bajo el sistema existente, intentó mantener la mayor influencia posible para los grandes terratenientes junker del este del Elba. Los grandes terratenientes del este del Elba estaban fuertemente representados en los órganos de gobierno. El Landbund del Reich fue la asociación de agricultores alemanes más influyentes durante la República de Weimar. El enfoque particular de la asociación fue Pomerania, Brandeburgo, Silesia, Turingia, Hanover del Este y Hesse. No pudo afianzarse con la sociedad rural en las áreas rurales de las regiones católicas del Imperio. Aquí, las asociaciones de agricultores alemanes dominó.
La Rural Liga Nacional creó una organización central fuerte con conexiones a numerosos periódicos. En 1928 había 190 órganos de prensa asociados con la Liga Nacional Rural, pertenecientes a ella o pertenecientes a miembros de la asociación. En 1924 la liga tenía unas 500 oficinas de distrito. Como resultado, en las áreas donde la organización era fuerte, una gran parte de la población agrícola que no era miembro de la Liga Nacional Rural podría verse muy influenciada por las posiciones de la Liga.
Políticamente, la Liga Nacional Rural estaba cerca del Partido Nacional del Pueblo Alemán (DNVP) porque ambos se oponían a la República. En 1924, el partido apoyó esta asociación de manera particularmente fuerte, pero también promovió las candidaturas de miembros de alto rango de otros partidos de derecha, especialmente el Partido Popular Alemán (DVP). En la elección presidencial alemana de 1925, la Liga Nacional Rural apoyó la elección de Paul von Hindenburg. A mediados de la década de 1920, los principales miembros de la Liga Nacional Rural del DNVP estaban representados en el gobierno.
Esta fase de la cooperación del gobierno fue de corta duración. Los problemas arancelarios de importación y la crisis agraria agravaron la distancia entre la Liga y el gobierno y la República. El apoyo del gobierno había conducido, especialmente en Hesse y Silesia, a pérdidas masivas de miembros. Funcionarios de la Liga Rural estuvieron involucrados con el movimiento de gente de 1927/28. Dividieron a varios líderes Landbund de la DNVP y fundaron el Partido Cristiano-Nacional de los Campesinos y Agricultores (CNBLP, el CNBLP fue rebautizado como alemán País Popular en 1930). El nuevo partido obtuvo 10 escaños del DNVP en las elecciones al Reichstag de 1928. Hubo turbulencia significativa dentro de la Liga Rural Nacional. La batalla contra otras organizaciones de agricultores se suspendió en gran medida. Para obtener una mayor influencia en la crisis agrícola y económica, en 1929, la Liga Nacional Rural fue la fuerza impulsora que estableció una nueva organización paraguas de asociaciones de agricultores, el Frente Verde.
En 1929, la Liga Nacional Rural apoyó el referéndum contra el Plan Joven que fue iniciado por el DNVP, el Partido Nazi (NSDAP) y otras asociaciones legales. A través de su miembro principal, Martin Schiele, la Liga Nacional Rural participó en el gobierno de Heinrich Brüning, lo que llevó a la expulsión del grupo Schiele de la DNVP y ayudó al Partido de los Pueblos de Alemania (CNBLP) a lograr grandes avances en el gobierno alemán. elección federal, 1930. Sin embargo, a medida que el Partido Nazi logró un gran progreso en el campo con la construcción de su aparato político agrario, los nazis ganaron cada vez más influencia en la Liga Nacional Rural. En octubre de 1930, Martin Schiele tuvo que renunciar como presidente de la National Rural League, y la nueva junta directiva se movió a la derecha. El grupo Schiele fue reprimido y los nazis ganaron terreno. Otros grupos en la Liga Nacional Rural creían que podían recuperar el terreno perdido en la agricultura a través de una alianza con la influencia nazi. La agitación contra el Gobierno de Brüning, la democracia y la República de Weimar aumentó y en 1931 la Liga Nacional Rural se unió al Frente de Harzburg. En las elecciones presidenciales de 1932, el liderazgo de la Liga Nacional Rural recomendó un voto para el líder nacional alemán Stahlhelm Theodor Duesterberg o Adolf Hitler, porque Hindenburg no se había distanciado de su apoyo al Partido Socialdemócrata de Alemania (SPD).
La transferencia de poder a Hitler el 30 de enero de 1933 fue bien recibida por los líderes de la Liga, por lo que no hubo resistencia por parte de la organización agrícola alemana más grande a la Coordinación Nazi (Gleichschaltung) de la agricultura y su organismo administrativo estatal que regula la producción de alimentos (Reichsnährstand).

## Presidentes
- 1921-1924: Gustav Roesicke (ejecutivo)
- 1921-1930: Karl Hepp
- 1926-1928: Conde Eberhard de Kalckreuth
- 1928-1930: Martin Schiele (ejecutivo)
- 1930-1933: Conde Eberhard de Kalckreuth (ejecutivo)
- 1930-1933: Henry Lind
- 1931-1933: Werner Willikens
- 1933: Wilhelm Meinberg (ejecutivo)